# After Midnight Project
After Midnight Project (AMP) – amerykańska grupa muzyczna, pochodząca z Los Angeles.
Zespół został założony w 2004 roku, w skład jego wchodzi pięciu członków.
Jeden z utworów zespołu, Take me Home, został wykorzystany w grze Prey (PC, Mac, XBox360). Nakręcony również został teledysk do tego utworu.

## Skład
- Jason Evigan (wokal),
- Spencer Bastian (gitara),
- Christian Meadows (druga gitara),
- TJ Armstrong (gitara basowa),
- Danny Morris (perkusja);

## Dyskografia
- The After Midnight Project EP (2005)
- The Becoming EP (2007)